# 호보촌
호보촌(保々村)은 일본 미에현 미에군에 설치되었던 촌이다. 현재의 욧카이치시의 북서단에 해당한다.